# Linia kolejowa 48 Keszőhidegkút-Gyönk – Tamási
Linia kolejowa Keszőhidegkút-Gyönk – Tamási – linia kolejowa na Węgrzech. Jest to linia jednotorowa, w całości niezelektryfikowana. Łączy stację Keszőhidegkút-Gyönk z Tamási.